# Yong-pal
Yong-pal (hangeul : 용팔이 ; RR : Yongpal-i)  est une série télévisée sud-coréenne diffusée entre le 5 août et le 1er octobre 2015 sur SBS avec Joo Won, Kim Tae-hee, Chae Jung-an et Jo Hyun-jae

## Synopsis
Kim Tae-hyun est un chirurgien talentueux. Ayant désespérément besoin d'argent pour payer les frais médicaux de sa sœur, il prend le nom de code Yong-pal et offre ses talents de médecin à ceux qui ont besoin de soins, mais qui ne peuvent pas le faire publiquement, car ce sont des criminels ou des ploutocrates corrompus. Rejoignant une équipe de médecins corrompu, Tae-hyun sauve Han Yeo-jin (Chae Jung-an), une riche héritière, d'un coma médicalement provoqué. Cela mènera des conséquences inattendues.

## Distribution

### Acteurs principaux
- Joo Won : Kim Tae-hyun
- Kim Tae-hee : Han Yeo-jin
- Chae Jung-an : Lee Chae-young
- Jo Hyun-jae : Han Do-joon

### Acteurs secondaires
- Jung Woong-in : Lee
- Stephanie Lee : Cynthia
- Song Kyung-chul : Doo-chul
- Ahn Se-ha : Man-sik
- Bae Hye-sun : infirmière Hwang
- Jo Bok-rae : Park Tae-yong
- Cha Soon-bae : Shin
- Kim Mi-kyung : infirmière en charge, chirurgie
- Oh Na-ra : infirmière  en charge, les soins intensifs
- Park Pal-young : directeur de l'hôpital
- Park Hye-soo : Kim So-hyun
- Choi Joon-Yong : père de Tae-hyun
- Kim Na-woon : mère de Tae-hyun
- Nam Myung-ryul : père de Chae-young
- Jang Gwang : président Go
- Yoo Seung-mok : détective Lee
- Jo Hwi : détective Kim
- Kim Dong-seok
- Lee Jooyeon
- Choi Min : Sung-hoon (caméo, épisodes 1 et 2)

## Réception
| Nb. d'épisodes | Date de diffusion | Part d'audience moyenne | Part d'audience moyenne     | Part d'audience moyenne | Part d'audience moyenne     |
| Nb. d'épisodes | Date de diffusion | TNmS Ratings            | TNmS Ratings                | AGB Nielsen             | AGB Nielsen                 |
| Nb. d'épisodes | Date de diffusion | Tout le pays            | Région de la capitale Séoul | Tout le pays            | Région de la capitale Séoul |
| -------------- | ----------------- | ----------------------- | --------------------------- | ----------------------- | --------------------------- |
| 1              | 5 août 2015       | 9.2%                    | 11.2%                       | 11.6%                   | 12.9%                       |
| 2              | 6 août 2015       | 11,8 %                  | 14,9 %                      | 14,1 %                  | 16,0 %                      |
| 3              | 12 août 2015      | 12,5 %                  | 15,8 %                      | 14,5 %                  | 16,3 %                      |
| 4              | 13 août 2015      | 15,3 %                  | 18,8 %                      | 16,3 %                  | 17,8 %                      |
| 5              | 19 août 2015      | 16,4 %                  | 19,4 %                      | 18,0 %                  | 20,3 %                      |
| 6              | 20 août 2015      | 18,1 %                  | 20,7 %                      | 20,4 %                  | 22,2 %                      |
| 7              | 26 août 2015      | 17,1 %                  | 21,2 %                      | 19,2 %                  | 21,4 %                      |
| 8              | 27 août 2015      | 18,4 %                  | 21.9%                       | 20,5 %                  | 22,8 %                      |
| 9              | 2 septembre 2015  | 15,7 %                  | 18,2 %                      | 17,0 %                  | 19,1 %                      |
| 10             | 3 septembre 2015  | 16,3 %                  | 19,3 %                      | 17,4 %                  | 19,3 %                      |
| 11             | 9 septembre 2015  | 15,9 %                  | 18,4 %                      | 19,3 %                  | 21,7 %                      |
| 12             | 10 septembre 2015 | 18,2 %                  | 21,3 %                      | 19,1 %                  | 21,0 %                      |
| 13             | 16 septembre 2015 | 18,0 %                  | 21,0 %                      | 21.5%                   | 23.7%                       |
| 14             | 17 septembre 2015 | 19,5 %                  | 21,8 %                      | 20,9 %                  | 22,3 %                      |
| 15             | 23 septembre 2015 | 17,8 %                  | 20,0 %                      | 20,0 %                  | 22,3 %                      |
| 16             | 24 septembre 2015 | 19,2 %                  | 21,0 %                      | 20,2 %                  | 22,3 %                      |
| 17             | 30 septembre 2015 | 16,4 %                  | 18,2 %                      | 18,4 %                  | 20,0 %                      |
| 18             | 1er octobre 2015  | 19.6%                   | 21,4 %                      | 20,4 %                  | 21,6 %                      |
| Moyenne        | Moyenne           | 16,4 %                  | 19,1 %                      | 18,3 %                  | 20,2 %                      |

## Prix et nominations
| Année | Prix                 | Catégorie                                              | Bénéficiaire                | Résultat   |
| ----- | -------------------- | ------------------------------------------------------ | --------------------------- | ---------- |
| 2015  | Korea Drama Awards   | Grand prix (Daesang)                                   | Joo Won                     | Nomination |
| 2015  | Korea Drama Awards   | Meilleur drame                                         | Yong-pal                    | Nomination |
| 2015  | Korea Drama Awards   | Premier prix d'excellence, actrice                     | Kim Tae-hee                 | Lauréat    |
| 2015  | Korea Drama Awards   | Meilleur scénario                                      | Jang Hyuk-rin               | Lauréat    |
| 2015  | APAN Star Awards     | Joo Won                                                | Nomination                  |            |
| 2015  | APAN Star Awards     | Premier prix d'excellence, actrice dans une mini-série | Kim Tae-hee                 | Nomination |
| 2015  | APAN Star Awards     | Meilleure actrice dans un second rôle                  | Chae Jung-an                | Lauréat    |
| 2015  | Hallyu Awards        | Meilleur drame                                         | Yong-pal                    | Lauréat    |
| 2015  | Grimae Awards        | Grand prix                                             | Yoon Dae-young, Choi Je-rak | Lauréat    |
| 2015  | Grimae Awards        | Meilleur réalisateur                                   | Oh Jin-seok                 | Lauréat    |
| 2015  | SBS Drama Awards     | Grand prix (Daesang)                                   | Joo Won                     | Lauréat    |
| 2015  | SBS Drama Awards     | Premier prix d'excellence, acteur dans une mini-série  | Joo Won                     | Nomination |
| 2015  | SBS Drama Awards     | Premier prix d'excellence, actrice dans une mini-série | Kim Tae-hee                 | Lauréat    |
| 2015  | SBS Drama Awards     | Prix spécial, acteur dans une mini-série               | Jung Woong-in               | Nomination |
| 2015  | SBS Drama Awards     | Prix spécial, acteur dans une mini-série               | Jo Hyun-jae                 | Nomination |
| 2015  | SBS Drama Awards     | Prix spécial, actrice dans une mini-série              | Bae Hae-sun                 | Nomination |
| 2015  | SBS Drama Awards     | Prix PD                                                | Joo Won                     | Nomination |
| 2015  | SBS Drama Awards     | Top 10 Stars                                           | Joo Won                     | Lauréat    |
| 2015  | SBS Drama Awards     | Top 10 Stars                                           | Kim Tae-hee                 | Lauréat    |
| 2015  | SBS Drama Awards     | Prix popularité chinoise                               | Joo Won                     | Lauréat    |
| 2015  | SBS Drama Awards     | Prix popularité chinoise                               | Kim Tae-hee                 | Nomination |
| 2015  | SBS Drama Awards     | Prix popularité                                        | Joo Won                     | Nomination |
| 2015  | SBS Drama Awards     | Prix popularité                                        | Kim Tae-hee                 | Nomination |
| 2015  | SBS Drama Awards     | Meilleur couple                                        | Joo Won et Kim Tae-hee      | Lauréat    |
| 2016  | Baeksang Arts Awards | Meilleur acteur de télévision                          | Joo Won                     | Nomination |
| 2016  | Baeksang Arts Awards | Plupart de acteur de télévision populaire              | Joo Won                     | Nomination |
| 2016  | Baeksang Arts Awards | Plupart de actrice de télévision populaire             | Kim Tae-hee                 | Nomination |